# Ghiacciaio White
Il ghiacciaio White (in inglese White Glacier) è un ampio ghiacciaio situato sulla costa di Ruppert, nella parte occidentale della Terra di Marie Byrd, in Antartide. Il ghiacciaio, il cui punto più alto si trova a circa 1.000 m s.l.m., fluisce verso ovest scorrendo a fianco del versante occidentale del nunatak Partridge, fino ad unire il proprio flusso prima a quello del ghiacciaio Land, poco a nord del monte McCoy.

## Storia
Il ghiacciaio White è stato mappato dallo United States Geological Survey grazie a ricognizioni terrestri dello stesso USGS e a fotografie aeree scattate dalla marina militare statunitense (USN) nel periodo 1959-1965; esso è stato poi così battezzato dal Comitato consultivo dei nomi antartici, su proposta del contrammiraglio Richard Evelyn Byrd, in onore del generale dell'aeronautica militare statunitense Thomas D. White, capo e membro dello Stato maggiore congiunto statunitense dal 1957 al 1961, che partecipò alla pianificazione e all'organizzazione di alcune spedizioni dell'Operazione Deep Freeze.